# House of Vans (Ciudad de México)
House of Vans (Ciudad de México) un es un recinto cultural que se encuentra ubicado en el barrio de Mixcoac de la Ciudad de México. Este espacio es el tercer y último recinto inaugurado a nivel mundial, los otros dos se encuentran en Londres y Chicago.

## Historia del edificio
La propiedad en la que se encuentra establecido es conocida como la Casa Serralde o Casa Morisca, que perteneció a la familia Serralde Acosta. Fue diseñada por el ingeniero Enrique Olaeta, cuñado de Francisco Serralde, quien había viajado al Medio Oriente y construida entre 1893 y 1903. La casa destacó por su estilo moderno, funcional y elegante, que combinaba elementos de la arquitectura historicista islámica. Tras la reconstrucción de la casa, realizada por el arquitecto Ricardo Rodríguez Romero, el Instituto Nacional de Bellas Artes clasificó la propiedad como un inmueble de valor artístico en 1997.

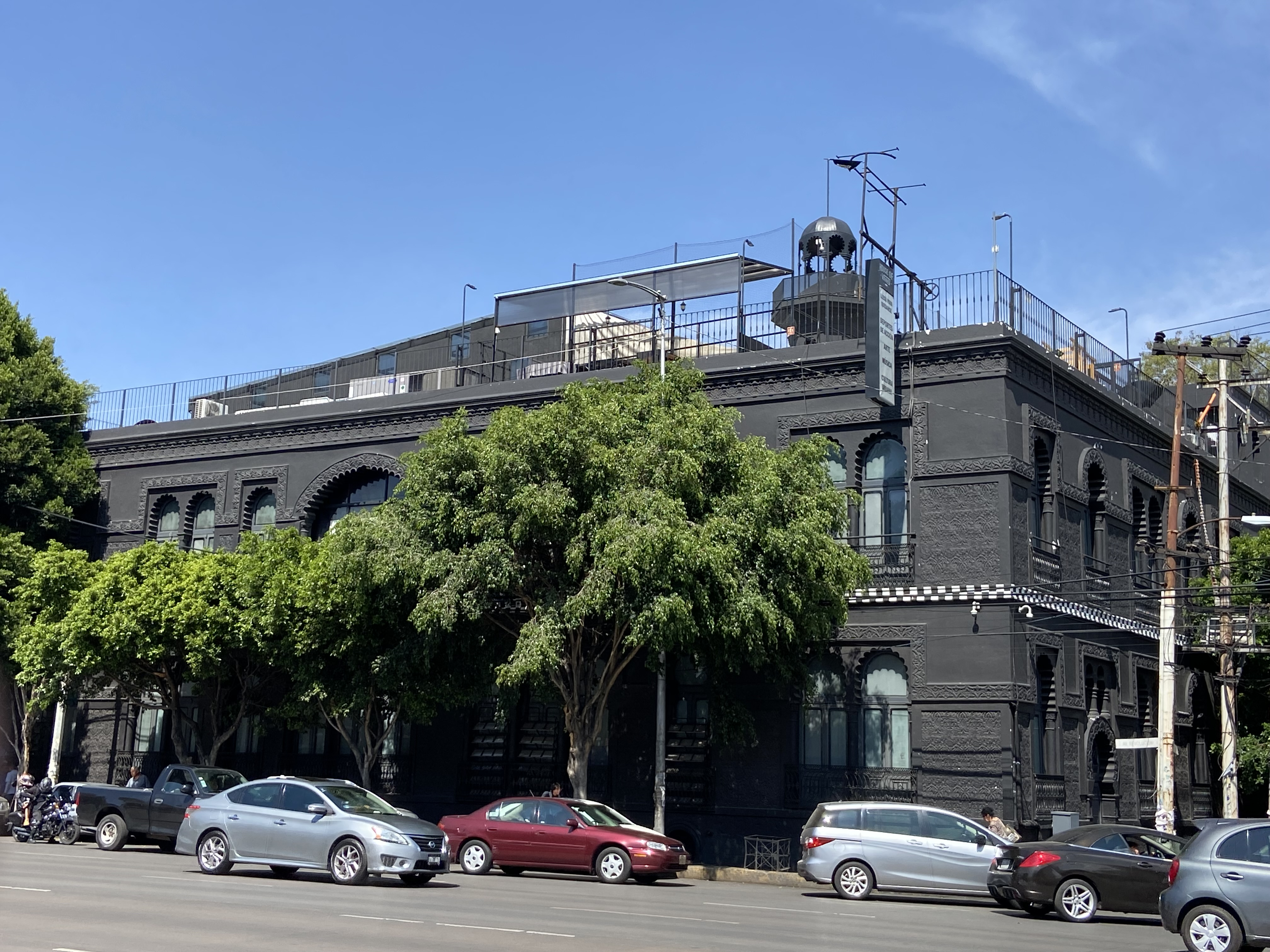
Fachada desde Avenida Revolución, CDMX.jpg

En un principio, la casa abarcaba un terreno de diez mil metros cuadrados. Incluía caballerizas, cancha de frontenis, sala de cine, plaza de toros y zoológico particular con diversas especies de aves exóticas y monos; un puente salvaba el río que atravesaba jardín adornado en su centro por un pequeño kiosco morisco. Su fachada que, anteriormente era de color blanco, luce cargada de arabescos, arcos de herradura enmarcan los ventanales que permitían la entrada de luz natural en las diferentes áreas de la casa, al tiempo que un hermoso minarete se levantaba sobre el inmueble.

El interior de la casa tenía amplios espacios, los cuales combinaban el uso de materiales como la madera y el concreto, además de detalles decorativos que resaltaban su diseño. En ella destacaban el uso de columnas y vigas, así como la presencia de escaleras y pasillos que conectaban las diferentes áreas de la casa, como la sala de estar, la biblioteca y la cocina. 

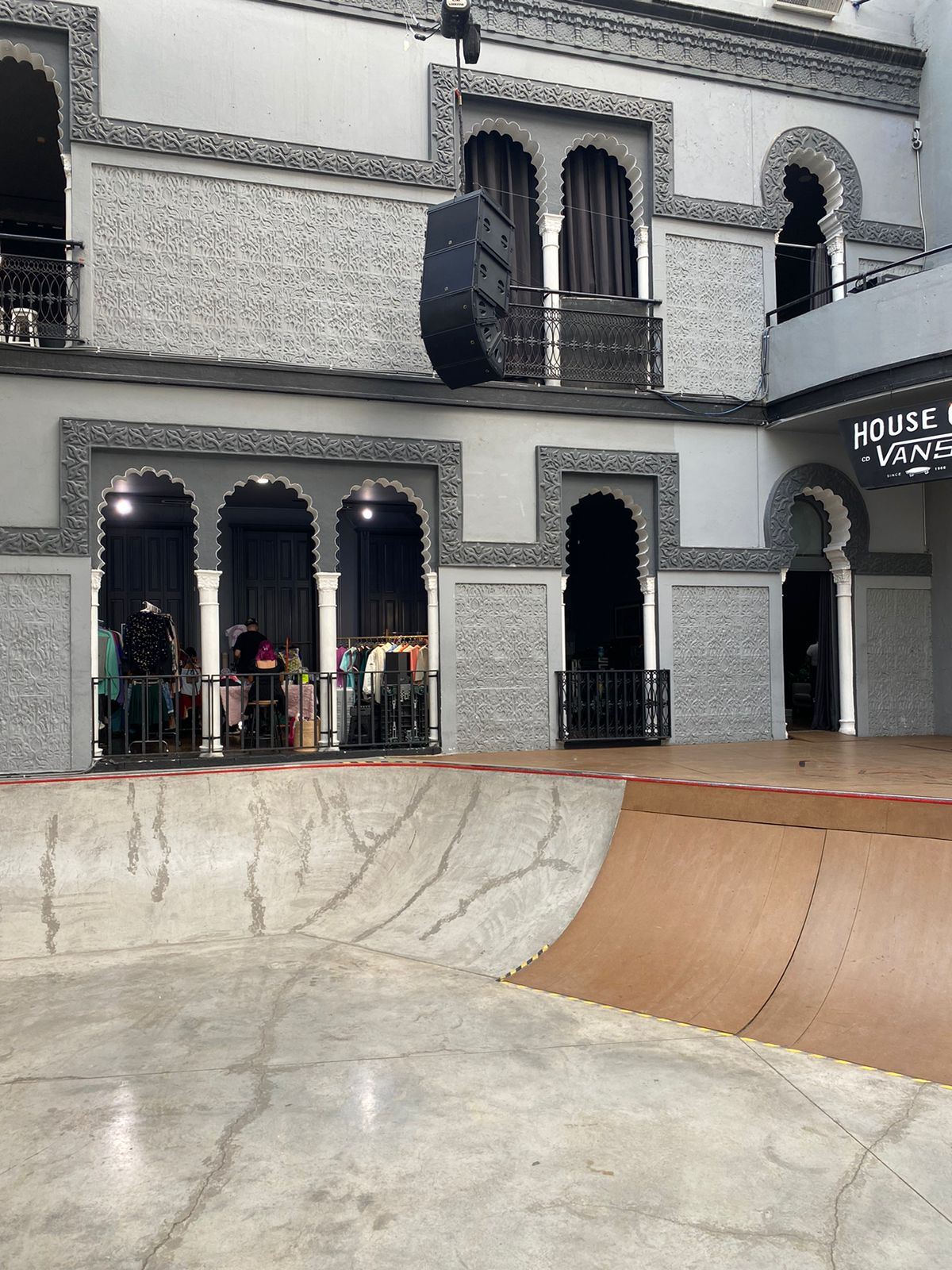
Vista al interior de la Casa Serralde ahora House of the Vans

### Modificaciones
A lo largo de los años la propiedad ha sufrido una serie de cambios que ha transformado de manera drástica la apariencia que tenía durante su apogeo. En los años 1940, con la ampliación de la avenida Revolución diez metros de uno de los costados de su construcción fueron destruidos para dar paso a los carriles asfaltados. Tras el deceso de Don Francisco, el terreno fue fraccionado y vendido en partes para que la familia pudiera sustentarse.
Luego del fallecimiento del último descendiente de la familia Serralde Acosta y de ser reconstruida y catalogada por el INBA como un inmueble de valor artístico, la casa fue vendida a un grupo de gallegos. En marzo del 2000, el inmueble pasó a convertirse en el centro de espectáculos Bulldog Café, donde se presentaban bandas y cantantes de rock. El 16 de febrero del 2023 la Casa Serralde se convirtió en un espacio de la marca Vans.

Dentro del establecimiento se desarrollan actividades deportivas y culturales como skateboard, conciertos, arte urbano y diseño. Durante su inauguración, en febrero de 2023, se presentó el dúo de rock experimental Orange Country y las bandas Miami y The Garden.

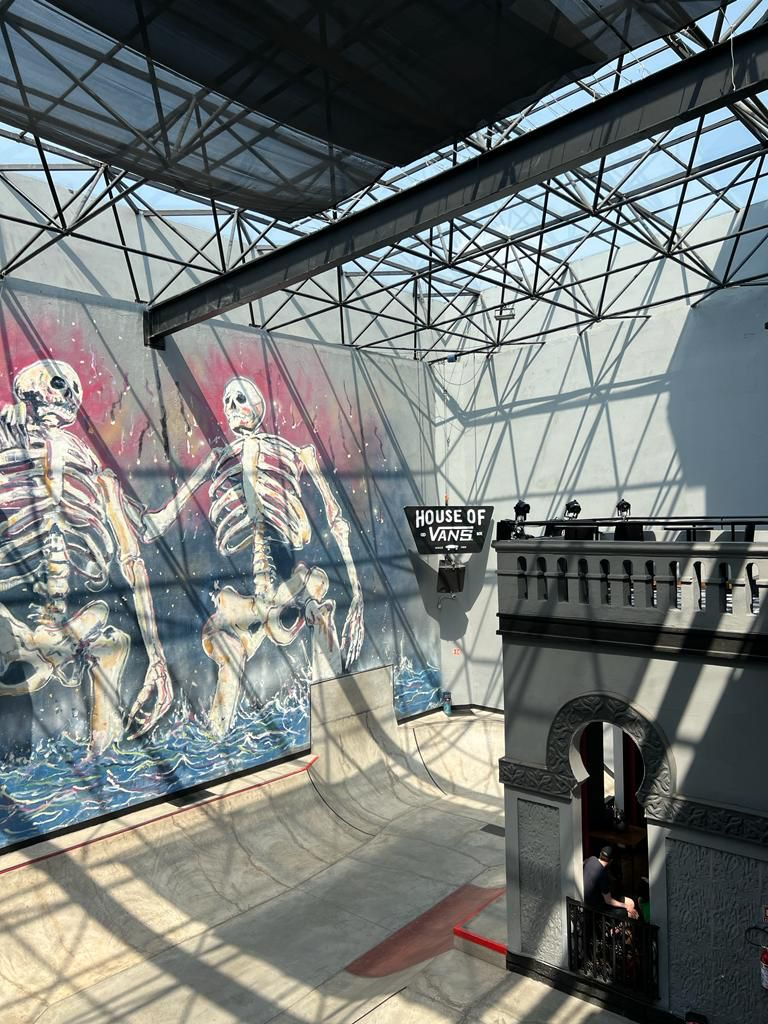
Pista de skate y mural al interior de House of the Vans

## Instalaciones
Cuenta con un skatepark, bowl en el patio y en la azotea del recinto. 